# 片腕カンフー対空とぶギロチン
『片腕カンフー対空とぶギロチン』（かたうでカンフーたいそらとぶギロチン、原題：獨臂拳王大破血滴子）は、1975年製作の香港のカンフー映画。ジミー・ウォング監督、脚本、主演。第一影業製作。同監督の『片腕ドラゴン』（1972年）の続編。
英題は配給会社やビデオソフトによって複数混在し、Master of the Flying Guillotine（米国）、One-Armed Boxer 2（英国）、The One Armed Boxer Vs. the Flying Guillotineなどがある。
日本では1976年に松竹の配給で劇場公開された。また、日本では「東京国際ファンタスティック映画祭2003」で25年ぶりにスクリーン上映された。

## 概要
荒唐無稽な演出から、根強いカルト的人気を持つ作品である。
劇中で使用される武器・空とぶギロチン（血滴子）の初出は1975年制作の香港映画『空とぶギロチン』（原題：血滴子、英題：The Flying Guillotine）で、本作はその影響を受けて作られた便乗的作品。
ウォングは『片腕ドラゴン』の撮影前に活動拠点を香港から台湾に移行しているが、この映画は香港製作である。

## ストーリー
時は18世紀清朝、中国各地から武術大会に集まった武術家たち。その中にかつて右腕を切り落とされ、残る腕を「鉄の左腕」とした無双の武術家・片腕ドラゴンの姿があった。そこへ現れた盲目の老暗殺者・フンシェンは、片腕ドラゴンに倒された弟子のかたきを取るため、必殺の「空とぶギロチン」を武器に片腕ドラゴンの命を狙う。

## キャスト
※括弧内は日本語吹替
- 片腕ドラゴン - ジミー・ウォング（田中信夫）
- フンシェン（「空とぶギロチン」使い） - カム・カン（大平透）
- シャオティエン（鷹爪拳） - ドリス・ルン（五十嵐美鈴）
- ナイマン（ムエタイ・ボクサー） - シャム・チンボー（飯塚昭三）
- 躍馬次郎（無刀流） - ロン・フェイ（勝田久）
- タラシン（ヨガ拳士） - ウォン・ウィンサン
- 竹割りをする男 - サン・マオ
- チャン・チアユー（三節棍使い） - ラウ・カーウィン（ブルース・ラウ）（中国語版）
- （日本語吹替版ナレーター：小林清志）

## スタッフ
- 監督 / 脚本 / 製作 / 製作総指揮 / 主演：ジミー・ウォング
- 武術指導：ラウ・カーウィン（ブルース・ラウ）（中国語版）、ラウ・カーリョン

## 作品解説
低予算で製作されたB級映画であるが、この映画がカルト映画の地位にあるのは、まさにそのチープさにあるといえる。同時代に作られたブルース・リーのカンフー映画を引き合いに語られることが多いが、カンフーアクションの技量や撮影技術、ストーリー展開など比較にならないほどレベルが低い。それがかえって独特の味わいを出しておりマニアを惹きつけている。
- 後年に流行する格闘ビデオゲームばりの珍奇な武術家達が次々に対戦する武術大会。
- カンフーの達人技と称し、壁や天井を逆さになって歩く場面。
- 卑怯な技で対戦相手を倒した侍を前に、自分も参考にしようと感心してみせる主人公。
- 人違いで関係のない片腕の男を殺しても、片腕の男はすべて殺せば良いと開き直る老暗殺者。
- 勝つためにはセコく卑怯な手段を使う、およそ主人公らしからぬ戦いぶり。
- 調子外れな効果音。

など、突っ込みどころには枚挙に暇がない。

## 音楽
この映画では劇伴としてドイツのクラウトロックグループによるインストゥルメンタル曲が多用されている。
- クラフトワークの『アウトバーン』より - 「大彗星（軌道）(Kometenmelodie 2)」「深夜そして姿なき足跡(Mitternacht)」「朝の散歩(Morgenspaziergang)」
- ノイ!の『ノイ!2（ドイツ語版）』より - 「ズーパー（英語版）」「ズーパー16」
- タンジェリン・ドリームの『ルビコン（英語版）』より - 「ルビコン パート1」

映画公開当初、これらのほとんどは作曲者に許可を得ない無断使用であった。

## 本作の影響
- クエンティン・タランティーノはこの映画の大ファンで、彼の監督作品『キル・ビル』にはこの映画のオマージュが各所に見られる。
  - 映画『キル・ビル Vol.1』の登場人物・ゴーゴー夕張（演：栗山千明）が使用する武器である鎖付きノコギリ鉄球「ゴーゴーボール」は、本作に登場する「空とぶギロチン」のオマージュである。このことはタランティーノ自身が語っている。[要出典]本作の「空とぶギロチン」の効果音が流用されている。
  - 『キル・ビル Vol.1』では、本作のオープニングテーマ「ズーパー（英語版）」が使用されている。
- アメリカ合衆国のラッパー、ジャンプステディ（英語版）は、2005年に本作をモチーフにしたアルバム『Master of the Flying Guillotine』を発表した。
- ロックバンド「フロム・ファースト・トゥ・ラスト」のアルバム『Dear Diary, My Teen Angst Has a Bodycount」には本作の英題から採った「The One Armed Boxer vs. The Flying Guillotine」が収録されている。